# NGC 2791
NGC 2791 je galaksija u zviježđu Raku.

## Vanjske poveznice
- SEDS: NGC 2791